# Bordeasca Veche
Bordeasca Veche – wieś w Rumunii, w okręgu Vrancea, w gminie Tătăranu. W 2011 roku liczyła 1507
mieszkańców.